# Veolia Energia Łódź
Veolia Energia Łódź (dawniej Zespół Elektrociepłowni w Łodzi, Dalkia Łódź) – przedsiębiorstwo energetyczne znajdujące się w Łodzi, zajmujące się produkcją energii cieplnej i elektrycznej.
Obecnie (2017) w skład Veolia Energia Łódź wchodzą:
- EC-3 Elektrociepłownia nr 3, ul. Pojezierska 70,
- EC-4 Elektrociepłownia nr 4, ul. Jadwigi Andrzejewskiej 5,
- Dawniej EC-2 Elektrociepłownia nr. 2, ul. gen. Walerego Wróblewskiego 26.

Moc cieplna osiągalna dwóch elektrociepłowni (EC-3 i EC-4) Veolii Energii Łódź wynosi 1624 MW, a moc elektryczna osiągalna 403,85 MW.

## Historia

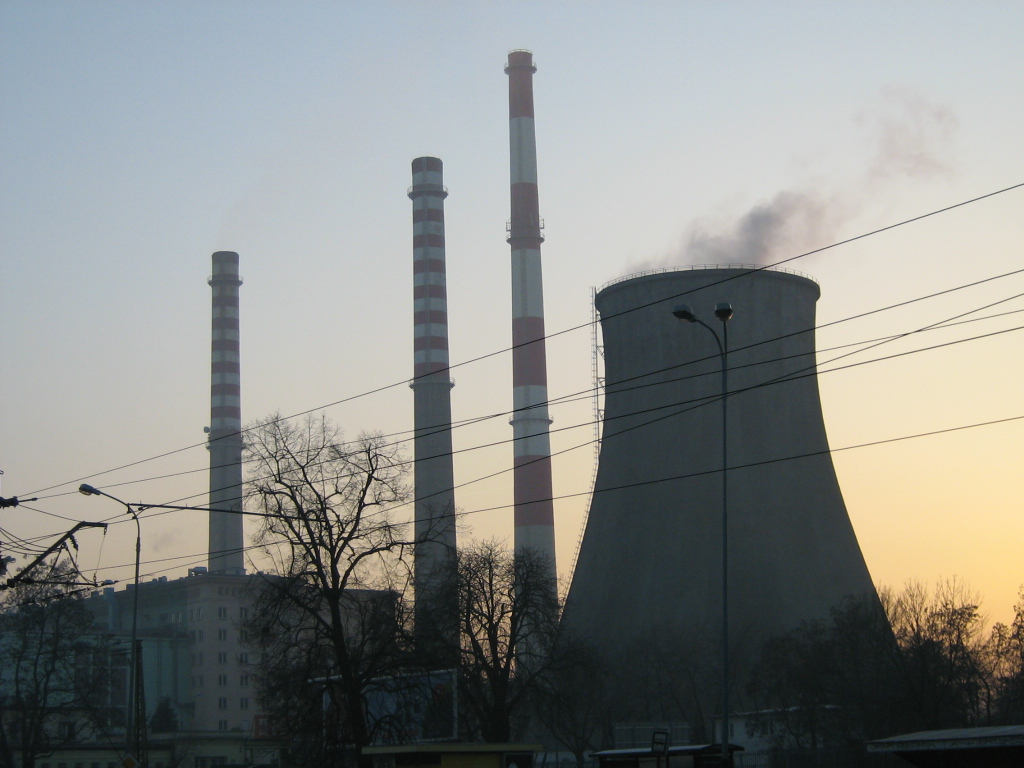
EC-2 w Łodzi

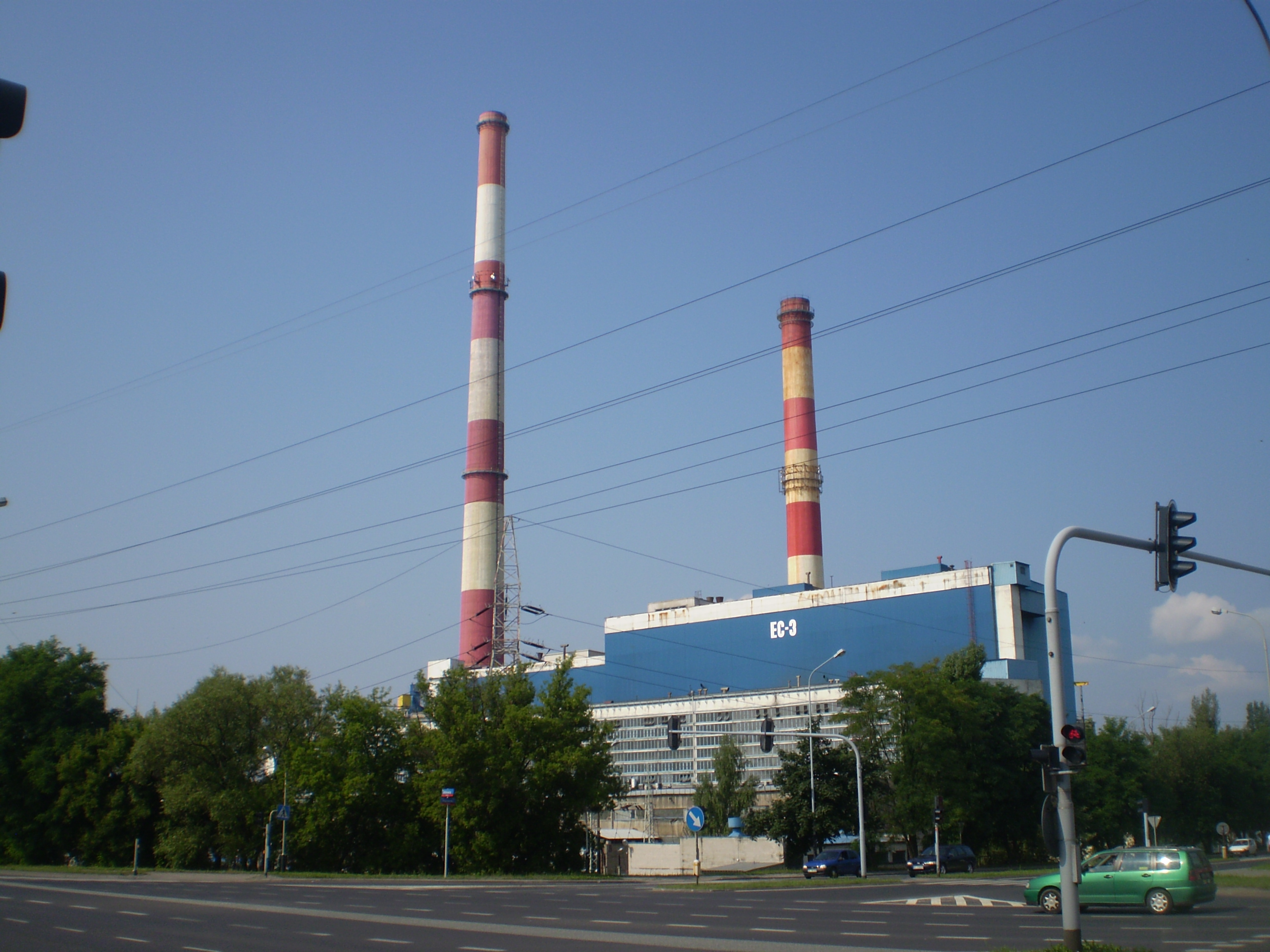
EC-3 w Łodzi

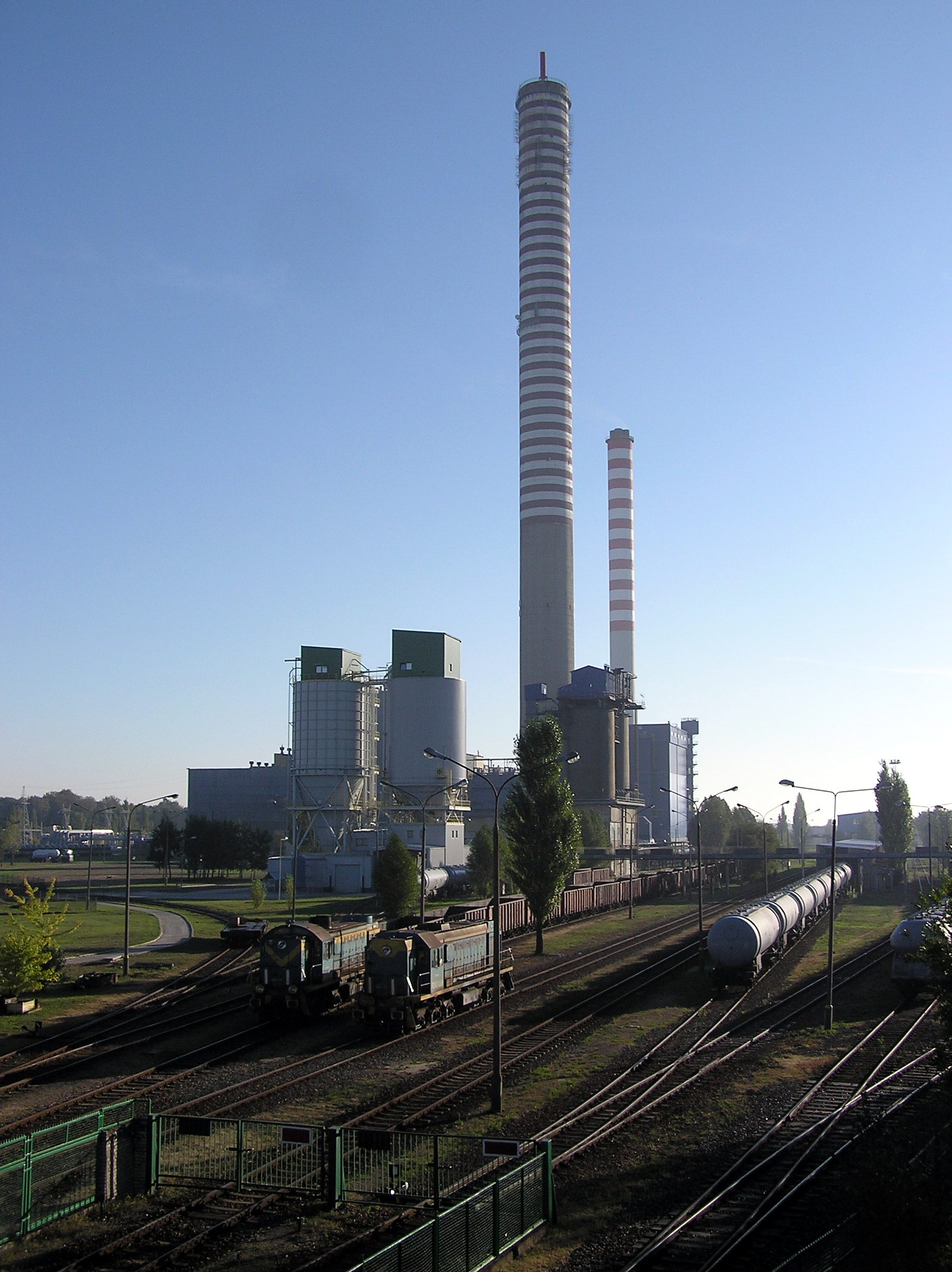
EC 4 w Łodzi

- 25 maja 1906 początek budowy elektrowni przy ul. Targowej 1, przez niemieckie Towarzystwo Elektryczne Oświetlenia
- 18 września 1907 uruchomienie w Elektrowni Łódzkiej pierwszego z dwóch turbozespołów o mocy 1,3 MVA
- 1908–1913 rozbudowa elektrowni o 5 turbozespołów o łącznej mocy 19 MW i 7 kotłów
- 1914 moc zainstalowana w Elektrowni Łódzkiej wyniosła 21,1 MW
- 1914–1918 wywiezienie przez Niemców 2 turbogeneratorów o łącznej mocy 8,5 MW i demontaż 25 km linii kablowych
- 1919–1923 montaż 3 turbozespołów, moc zainstalowana osiągnęła 28,9 MW
- 1925 powstanie spółki Łódzkie Towarzystwo Elektryczne na bazie Towarzystwa Elektrycznego Oświetlenia, które nie przekazało elektrowni w ramach reparacji wojennych
- 1925–1928 wymiana turbozespołów nr 2 i 3 (łączna moc 3,05 MW) na duży turbozespół 20 MW (nr 9)
- 1928–1930 wykupiono teren przy ul. Kilińskiego i zaczęto budowę Nowej Centrali, gdzie uruchomiono drugi duży turbozespół (22 MW), jednocześnie zdemontowano turbozespół nr 4 (3,5 MW) i zabudowano na jego miejsce turbozespół przeciwprężny 6,4 MW, 6 nowych kotłów w Nowej Centrali
- 1931 całkowita moc elektrowni (z 8 turbozespołów i 24 kotłów) wyniosła 70,75 MW
- 1939 uruchomiono turbozespół o mocy 30 MW i łączna moc zainstalowana wyniosła 100,75 MW
- 1942 uruchomiono kocioł parowy o wydajności 72 t/h (nr 25)
- 18 stycznia 1945 Niemcy opuszczają elektrownię wraz z całą dokumentacją, stan techniczny urządzeń pozwala na pracę tylko 2 kotłów – nr 19 i nr 25 oraz 3 turbozespołów: nr 7, 8 i 9
- 1947 przyłączenie Łodzi linią 220 kV z Łagiszy do Janowa pozwoliło na niezbędne remonty
- 1948 powstanie koncepcji budowy 4 elektrociepłowni i adaptacji Elektrowni Łódzkiej do produkcji energii cieplnej
- 15 grudnia 1948 uruchomiono pierwszy kocioł pyłowy nr 26
- 1952 uruchomienie ostatniego kotła rusztowego (nr 27)
- 1953 Elektrownia Łódzka rozpoczyna oddawanie pary dla przemysłu
- 1955 początek budowy elektrociepłowni EC-2
- 1 lutego 1957 początek działalności Zakładu Sieci Cieplnej Łódź, Elektrownia Łódzka i EC-2 wchodzi w skład Zakładów Energetycznych Okręgu Centralnego
- 1 stycznia 1960 Elektrownia Łódzka i Elektrociepłownia nr 2 zostają połączone w Zespół Elektrociepłowni
- 1961 w EC-2 działa już 6 turbozespołów i 8 kotłów
- 1966 rozbudowa EC-2 o jeden kocioł OP-140 (nr 9) i turbozespół TP 32,5 MW (nr 7)
- 1972-1975 oddano w EC-2 2 opalane mazutem kotły wodne typu PTWM-100 i PTWM-180
- 31 grudnia 1968 przekazano do eksploatacji pierwszy kocioł nowej elektrociepłowni EC-3, a w 1969 turbozespół o mocy 33,5 MW
- 1971 oddano w EC-3 pierwszy blok ciepłowniczy BC-50 (kocioł OP-230 z turbozespołem upustowo-przeciwprężnym 55 MW)
- 1973 rozpoczęto prace przygotowawcze pod budowę EC-4
- 1977 uruchomiono również pierwszy kocioł wodny typu WP-120 i blok BC-50 w nowej elektrociepłowni EC-4
- 1992 w EC-4 działają cztery kotły WP-120, dwa bloki BC-50 i nowy blok BC-100
- 1 października 1993 Zespół Elektrociepłowni zostaje przekształcony w jednoosobową Spółką Skarbu Państwa pod nazwą Zespół Elektrociepłowni w Łodzi S.A.
- 11 sierpnia 2005 podpisanie przez Ministra Skarbu umowy sprzedaży 85% akcji Zespołu Elektrociepłowni w Łodzi S.A. na rzecz spółki Dalkia Polska S.A.
- 18 września 2006 nastąpiła zmiana nazwy Zespołu Elektrociepłowni w Łodzi Spółka Akcyjna na DALKIA ŁÓDŹ SPÓŁKA AKCYJNA.
- styczeń 2015 spółka kontynuuje działalność pod marką Veolia
- 31 marca 2015 EC-2 (Elektrociepłownia nr 2) przy ul. Walerego Wróblewskiego 26 została wyłączona z eksploatacji[3]
- w listopadzie 2017 sprzedano teren EC-2 spółce Hakamore
- 8 grudnia 2017 od wyburzenia silosów do magazynowania pyłów dymnicowych znajdujących się w sąsiedztwie al. Jana Pawła II rozpoczęło się wyburzanie EC-2

## Dane techniczne
|                                    | EC-3   | EC-4 |
| ---------------------------------- | ------ | ---- |
| liczba kotłów                      | 8      | 6    |
| liczba turbozespołów               | 4      | 3    |
| liczba wytwornic pary              | 1      | 1    |
| moc cieplna osiągalna (razem) [MW] | 804    | 820  |
| moc elektryczna osiągalna [MW]     | 205,85 | 198  |

## Akcjonariusze Veolia Energia Łódź
- 92,09% – Veolia Energia Polska SA,
- 7,91% – pracownicy i pozostałe osoby uprawnione.

## Telewizyjny Ośrodek Nadawczy Łódź / komin EC-4[4]

### Parametry
- wysokość posadowienia podpory anteny: 223 m n.p.m.
- wysokość obiektu: 260 m n.p.t.
- wysokość zawieszenia systemów antenowych radiowych: 190, 207, 222, 245 m n.p.t.
- wysokość zawieszenia systemów antenowych telewizyjnych: 175, 260 m n.p.t.

### Nadawane programy
Z komina EC-4 prowadzona jest transmisja radiowa, 23 maja 2022 roku zakończono prowadzenie transmisji telewizyjnej.

#### Programy telewizyjne cyfrowe już nie nadawane
Emisję programów telewizyjnych zakończono 23 maja 2022 roku, z wyjątkiem programów na MUX 4, które wyłączono 25 kwietnia 2022 roku.
| Skład multipleksu | Częstotliwość | Kanał | Moc nadajnika | Polaryzacja | Kompresja |
| ----------------- | ------------- | ----- | ------------- | ----------- | --------- |
| MUX 1             | 674 MHz       | 46    | 100 kW        | pozioma     | MPEG-4    |
| MUX 2             | 498 MHz       | 24    | 100 kW        | pozioma     | MPEG-4    |
| MUX 3 (Łódź)      | 650 MHz       | 43    | 170 kW        | pozioma     | MPEG-4    |
| MUX 4             | 698 MHz       | 49    | 88 kW         | pozioma     | MPEG-4    |

#### Programy telewizyjne analogowe już nie nadawane[7]
Emisję analogową wyłączono 20 maja 2013 roku.
| LP | Program                                | Właściciel                            | Częstotliwość | Kanał | Moc nadajnika | Polaryzacja |
| -- | -------------------------------------- | ------------------------------------- | ------------- | ----- | ------------- | ----------- |
| 1  | TVP2                                   | Telewizja Polska S.A.                 | 559,25 MHz    | 32    | 200 kW        | pozioma     |
| 2  | TVP Info/TVP Łódź, wcześniej TVP3 Łódź | Telewizja Polska S.A. Oddział w Łodzi | 647,25 MHz    | 43    | 50 kW         | pozioma     |
| 3  | Polsat                                 | Telewizja Polsat S.A.                 | 695,25 MHz    | 49    | 100 kW        | pozioma     |
| 4  | TV4                                    | Polskie Media S.A.                    | 751,25 MHz    | 56    | 10 kW         | pozioma     |
| 5  | TV Puls                                | Telewizja PULS Sp. z.o.o.             | 775,25 MHz    | 59    | 2 kW          | pozioma     |

#### Programy radiowe – cyfrowe
Operatorem multipleksów jest spółka PSN Infrastruktura.
| Skład multipleksu | Częstotliwość | Kanał | Moc nadajnika | Polaryzacja | Kierunkowość | Kompresja      |
| --- | ------------- | ----- | ------------- | ----------- | ------------ | -------------- |
| MUX-R3 - Polskie Radio Program I - Polskie Radio Program II - Polskie Radio Program III - Polskie Radio Czwórka - Polskie Radio Dzieciom - Polskie Radio 24 - Polskie Radio Chopin - Polskie Radio dla Ukrainy - Radio Łódź - Radio Poland        | 178,352 MHz   | 5C    | 9,28 kW       | pionowa     | dookólna     | AAC/AAC+/AAC++ |
| MUX PSN Infrastruktura Łódź - Muzyczne Radio - Nasze Radio 92,1 FM... nostalgicznie - POPradio - Radio Bezpieczna Podróż - Radio Jasna Góra - Radio Parada - Radio Profeto - Radio Rekord Kielce - Radio Strefa FM - Twoje Radio - Wasze Radio FM | 213,36 MHz    | 10C   | 1 kW          | pionowo     | kierunkowa   | b.d.           |

#### Programy radiowe – analogowe
| LP | Program                   | Częstotliwość | Moc nadajnika | Polaryzacja |
| -- | ------------------------- | ------------- | ------------- | ----------- |
| 1  | Radio Maryja              | 87,90 MHz     | 10 kW         | pozioma     |
| 2  | Radio Eska Łódź           | 90,10 MHz     | 2 kW          | pionowa     |
| 3  | Polskie Radio Program II  | 91,40 MHz     | 10 kW         | pionowa     |
| 4  | Radio Zet                 | 92,60 MHz     | 12 kW         | pionowa     |
| 5  | RMF FM                    | 93,50 MHz     | 10 kW         | pozioma     |
| 6  | Radio TOK FM              | 97,40 MHz     | 0,50 kW       | pionowa     |
| 7  | Radio Niepokalanów        | 98,60 MHz     | 2 kW          | pozioma     |
| 8  | Radio Łódź                | 99,20 MHz     | 30 kW         | pionowa     |
| 9  | Radio Plus Łódź           | 100,40 MHz    | 5 kW          | pionowa     |
| 10 | Polskie Radio Program III | 103,80 MHz    | 10 kW         | pionowa     |
| 11 | Polskie Radio 24          | 107,30 MHz    | 1,5 kW        | pionowa     |
| 12 | Polskie Radio Program I   | 107,80 MHz    | 30 kW         | pozioma     |